# Haution
Haution es una comuna francesa situada en el departamento de Aisne, de la región de Alta Francia.

## Geografía
Está ubicada a 6 km al noroeste de Vervins.

## Demografía
| 226 | 202 | 157 | 145 | 184 | 153 | 146 | 150 |
| Para los censos de 1962 a 1999 la población legal corresponde a la población sin duplicidades (Fuente: INSEE [Consultar]) |     |     |     |     |     |     |     |